# Medicinteknisk avdelning
En medicinteknisk avdelning finns på alla sjukhus i Sverige. De som jobbar på avdelningen har titeln medicinteknisk ingenjör och olika ansvarsområden. Civilingenjörsutbildning finns i medicinsk teknik. Den medicinteknisk avdelningen har på många sjukhus bytt namn till medicinsk teknik. Detta eftersom det inte är en avdelning i traditionell bemärkelse; avdelningen ses numera som en enhet inom sjukhuset med fokus på teknisk säkerhet och utveckling.
Förutom forskning och utveckling, skall den medicintekniska avdelningen ska se till att lagar och föreskrifter för medicinteknisk utrustning efterföljs. De är även med i upphandling av utrustning och utför förebyggande och avhjälpande underhåll. När det är dags att skrota utrustning är det den medicintekniska avdelningen som har hand om detta.